# Kate Gulbrandsen
Kate Gulbrandsen (née le 6 août 1965 à Røyken) est une chanteuse norvégienne.

## Biographie
À 20 ans, elle remporte un concours de chant local et participe ensuite au Pop Festival de 1985 en Égypte, dont Arne Bendiksen est l'un des organisateurs. L'année suivante, elle participe également au World Popular Song Festival au Japon, où elle remporte le Golden Award avec la chanson Carnival de Rolf Løvland.
En février 1984, elle est numéro un du Norsktoppen avec la chanson Denne natt. En 1987, elle remporte le Melodi Grand Prix avec la chanson Mitt liv, écrite par Rolf Løvland et Hanne Krogh. Gulbrandsen représente ensuite la Norvège au Concours Eurovision de la chanson 1987, où elle est 9e sur 22 participants.
Gulbrandsen tente de représenter à nouveau la Norvège en 1989 avec la chanson Nærhet, mais sans succès. Elle chante également Welcome to Lillehammer dans le cadre des Jeux olympiques d'hiver de 1994 à Lillehammer. Sa version de Med gullet for øyset de Jørn Hansen était la chanson officielle des Jeux paralympiques d'hiver de 1998 à Nagano.
En 2004, après une pause de dix ans, elle ose faire un retour. Elle présente Vi to, un album de versions norvégiennes de succès country américains. Deux chansons sont au Norsktoppen, l'une d'elles est une nouvelle version de Jolene, qui est 11 semaines dans ce classement. Elle collabore avec le groupe Folk som oss et Ole Jørgen Grønlund, ils sortent un album du même nom que le groupê en 2010. Depuis lors, elle travaille sporadiquement avec d'autres artistes, comme le groupe de reprises Kate & Gutta, qui joue des reprises dans des genres tels que la country, le blues, la pop et sa propre création et est présente dans des émissions de télévision comme Stjernekamp en 2016.
Kate Gulbrandsen prend part au Melodi Grand Prix en 2023 avec la chanson Tårer i paradis, titre anglais Tears in Paradise, qu'elle compose avec Kjetil Mørland, qui parle de son mari, le père de sa fille, qui se suicida quelques mois après leur séparation ; elle est éliminée dès la première demi-finale.